# Quercus schottkyana
Quercus schottkyana és una espècie de roure que pertany a la família de les fagàcies i està dins del subgènere Cyclobalanopsis, del gènere Quercus.

## Descripció
Quercus schottkyana és un arbre de fins a 20 metres d'alçada. Les branques són de color verd grisenc, tomentoses quan són joves, glabrescents. El pecíol fa entre 0,5 a 2 cm, el limbe de la fulla és llarga d'el·líptica a obovat-oblanceolat, de 5-12 × 2-5 cm, coriaci, abaxialment és de color verd grisenc, tomentós llanós vermellós, però una mica glabrescent, adaxialment de color verd, base cuneada a subarrodonida, marge més enllà 1/3 dentat basal, l'àpex és acuminat a caudat; nervi central abaxialment prominent però impressionat adaxialment; nervis secundaris de 8-12 a cada costat del nervi central; els nervis terciaris abaxialment conspícues. Les inflorescències femenines fan entre 1,5 a 2 cm. La cúpula és amb forma de bol, de 6-8 × 8-12 mm, que tanca 1/3-1/2 de la gla, a l'exterior és tomentosa de color marró pàl·lid, a l'interior és sedós de color marró pàl·lid. Té bràctees en 6-8 anells, marge subcomplet. Les glans són el·lipsoides a ovoides, 1-1,4 × 0,7-1 cm, pubescents quan són joves, glabrescents, tenen cicatrius de 5-6 mm de diàmetre, lleugerament convexes i els estils són persistents, curts. Les flors floreixen al maig i fructifiquen a l'octubre.

## Distribució
Quercus schottkyana creix a les províncies xineses de Guizhou, Sichuan i Yunnan, als boscos muntanyencs perennifolis de fulla ampla, entre els 1500 i 2500 m.

## Taxonomia
Quercus schottkyana va ser descrita per Rehder i E.H.Wilson i publicat a Plantae Wilsonianae an enumeration of the woody plants collected in Western China for the Arnold Arboretum of Harvard University during the years 1907, 1908 and 1910 by E.H. Wilson edited by Charles Sprague Sargent) ... 3(2): 237. 1916.
Etimologia
Quercus: nom genèric del llatí que designava igualment al roure i a l'alzina.
schottkyana: epítet